# Lindsay Lohan
Lindsay Dee Lohan (født 2. juli 1986 i New York, USA) er en amerikansk skuespiller og popsangerinde. Hun stammer fra Irland og Italien (hendes farmor og farfar er italienere)
Hun startede som model, hvor hun var det første rødhårede barn, som blev accepteret i Ford Modeling Agency, og blev skuespiller som 3-årig. Folk opdagede hendes talent, og hun nåede at være med i over 60 reklamer, før hun gik til filmen.
Sin første rolle fik hun i serien Another World i 1996-1997, da hun var ca. 10 år gammel. Den 5. januar 1997 fik hun rollen i filmen Forældrefælden, hvor hun spillede to roller på samme tid. I 1999 fik Lindsay sin tredje rolle i filmen Life Size, hvor også Tyra Banks medvirkede. Lindsays gennembrud skete med Disneyfilmen Freaky Friday, hvor hun spillede sammen med Jamie Lee Curtis og Chad Michael Murray. I september 2002 fik endnu én af sine drømme opfyldt, da hun mødte Emilio Estefan Jr. Den 7. december 2004 udgav Lindsay sin første cd med titlen Speak.

## Filmografi
| År   | Originaltitel                        |
| ---- | ------------------------------------ |
| 2007 | Speechless                           |
| 2007 | A Woman of No Importance             |
| 2007 | Chapter 27                           |
| 2007 | Georgia Rule                         |
| 2006 | Friendly Fire                        |
| 2006 | Bobby                                |
| 2006 | Just My Luck                         |
| 2006 | A Prairie Home Companion             |
| 2006 | The Holiday                          |
| 2005 | Herbie for fuld udblæsning!          |
| 2004 | Mean Girls                           |
| 2004 | Confessions of a Teenage Drama Queen |
| 2003 | Freaky Friday                        |
| 2002 | Get a Clue                           |
| 2000 | Life-Size                            |
| 1998 | Forældrefælden                       |

## Album
- 2005 A Little More Personal
- 2004 Speak

## Soundtrack
| År   | Film                                 | Sang(e)                       |
| ---- | ------------------------------------ | ----------------------------- |
| 2006 | Just My Luck                         | Fastlane                      |
| 2005 | Herbie for fuld udblæsning!          | First                         |
| 2004 | Prinsesse eller ej 2                 | I Decide                      |
| 2004 | Mean Girls                           | Jingle Bell Rock              |
| 2004 | Confessions of a Teenage Drama Queen | Drama Queen (That Girl), m.f. |
| 2003 | Freaky Friday                        | Ultimate                      |